# Fran Beltrán
Francisco José Beltrán Peinado (Madrid, 3 de febrero de 1999) es un futbolista español que juega de centrocampista en el Real Club Celta de Vigo de la Primera División de España.

## Trayectoria

### Categorías inferiores
Nacido en Madrid, pero natural de la localidad toledana de Seseña. A los ocho años, su padre lo llevó a realizar una prueba para ingresar al Getafe Club de Fútbol, la superó y quedó en el equipo. Un ojeador de Rayo Vallecano, lo recomendó y fue fichado por el club en 2013. En 2015 comenzó su primer año de Juvenil A, mostró un gran nivel y debido a una serie de lesiones, fue ascendido al Rayo "B". Debutó en Tercera División el 13 de diciembre de 2015, siendo titular ante el San Fernando, jugó los 90 minutos y empataron 1 a 1.

### Rayo Vallecano
Fue ascendido al primer equipo de Vallecas de cara a la temporada 2016-17. Estuvo presente en los ocho partidos amistosos de preparación -de los cuales fue titular- contra Osasuna, Mirandés, Leganés, Hércules y Alcorcón. Fue el jugador con más minutos jugados en los amistosos. El entrenador José Ramón Sandoval confió en Fran y lo colocó en el 11 inicial para el primer partido de Segunda División. Debutó como profesional el 20 de agosto de 2016, ante el Elche en el Estadio Manuel Martínez Valero, estuvo los 90 minutos pero perdieron 2 a 1. En ese primer partido contaba con 17 años y 199 días. Sobre ese momento, declaró:

«Es un sueño hecho realidad debutar con el primer equipo. Seguir creciendo y seguir adelante. He recibido muchos mensajes de mis amigos, de la familia y de gente que no conocía; pero eso ahora no importa. Lo que importa es el equipo y mejorar, porque todavía queda mucho camino.»

Fran mostró gran nivel en sus primeros dos partidos, pero debido a la incorporación de Bruno Zuculini, fue relegado al banquillo para el tercer partido. No obstante, acabó la temporada con 33 partidos disputados (24 como titular) y siendo uno de los jugadores más destacados del cuadro vallecano.
En su segunda temporada, la campaña 2017-18, logró el ascenso a Primera División siendo, nuevamente, una pieza clave del centro del campo junto a Unai López. En total, disputó 41 partidos (38 como titular).

### Celta de Vigo
El 1 de agosto de 2018, el Real Club Celta de Vigo anunció su fichaje por el conjunto celeste hasta 2023, tras abonar la cláusula de rescisión cifrada en ocho millones de euros. Marcó su primer gol en el club olívico el 7 de enero de 2019 frente al Athletic Club, en el estadio de Balaídos, aunque finalmente acabarían perdiendo por 1-2.

## Selección nacional

### Categorías inferiores
El 17 de noviembre de 2015, fue citado por primera vez a la sub-17 española, para entrenar bajo las órdenes de Santi Denia. Jugó con España por primera vez el 24 de noviembre, en un partido amistoso contra su exequipo Getafe, de la División de Honor Juvenil, siendo titular con la camiseta número 6. Comenzó el año siguiente siendo convocado nuevamente, y por primera vez, para jugar un amistoso internacional. Su debut se produjo el 20 de enero de 2016, tras entrar al campo en la segunda parte ante Italia sub-17 (1-1). Luego fue convocado para viajar a Atenas y disputar otro amistoso de preparación. El 10 de febrero, se enfrentaron a Grecia en el Estadio Municipal de Kallithea, Fran tuvo minutos y ganaron 2 a 1. El entrenador confirmó a Beltrán para disputar la Ronda Élite para el Campeonato de Europa Sub-17 de la UEFA 2016.
El 31 de octubre de 2016 fue convocado por el seleccionador Luis de la Fuente para jugar con la sub-19 un torneo amistoso. Fran debutó en la categoría el 9 de noviembre, contra Georgia, ingresó en el minuto 69 por Carles Aleñá y ganaron 3 a 0.
El 8 de junio de 2021 debutó con la selección absoluta en un amistoso ante Lituania que finalizó con triunfo español por 4-0.

### Participaciones en categorías inferiores
En cursiva las competiciones no oficiales.
| Competición                                                     | Sede    | Resultado | Partidos | Goles |
| --------------------------------------------------------------- | ------- | --------- | -------- | ----- |
| Ronda Élite para el Campeonato de Europa Sub-17 de la UEFA 2016 | Bélgica | Clasificó | 0        | 0     |
| Torneo de Desarrollo Sub-19 de la UEFA 2016                     | Georgia | Campeón   | 3        | 0     |

### Detalles de partidos
| Con España sub-17 | Con España sub-17 | Con España sub-17 | Con España sub-17     | Con España sub-17  | Con España sub-17 | Con España sub-17 | Con España sub-17 | Con España sub-17                                       | Con España sub-17 |
| N.º               | Rival             | Resultado         | Fecha                 | Lugar              | Competencia       | Goles             | Asistencias       | Ref.                                                    |                   |
| ----------------- | ----------------- | ----------------- | --------------------- | ------------------ | ----------------- | ----------------- | ----------------- | ------------------------------------------------------- | ----------------- |
| 1                 | Italia            | 1:1 (0:1)         | 20 de enero de 2016   | Ferentino · Italia | Amistoso          | -                 | -                 | 1 Archivado el 23 de agosto de 2016 en Wayback Machine. |                   |
| 2                 | Grecia            | 1:2 (0:2)         | 10 de febrero de 2016 | Atenas · Grecia    | Amistoso          | -                 | -                 | 2 Archivado el 23 de agosto de 2016 en Wayback Machine. |                   |

| Con España sub-19 | Con España sub-19 | Con España sub-19 | Con España sub-19       | Con España sub-19 | Con España sub-19             | Con España sub-19 | Con España sub-19 | Con España sub-19                                          | Con España sub-19 |
| N.º               | Rival             | Resultado         | Fecha                   | Lugar             | Competencia                   | Goles             | Asistencias       | Ref.                                                       |                   |
| ----------------- | ----------------- | ----------------- | ----------------------- | ----------------- | ----------------------------- | ----------------- | ----------------- | ---------------------------------------------------------- | ----------------- |
| 1                 | Georgia           | 0:3 (0:2)         | 9 de noviembre de 2016  | Tiflis Georgia    | Amistoso Torneo de Desarrollo | -                 | -                 | 1 Archivado el 11 de noviembre de 2016 en Wayback Machine. |                   |
| 2                 | Países Bajos      | 2:1 (0:1)         | 11 de noviembre de 2016 | Tiflis Georgia    | Amistoso Torneo de Desarrollo | -                 | -                 | 2 Archivado el 13 de noviembre de 2016 en Wayback Machine. |                   |
| 3                 | Francia           | 0:2 (0:1)         | 14 de noviembre de 2016 | Tiflis Georgia    | Amistoso Torneo de Desarrollo | -                 | -                 | 3 Archivado el 16 de noviembre de 2016 en Wayback Machine. |                   |

## Estadísticas

### Clubes
Actualizado al 10 de agosto de 2025.
| Club                         | Div.          | Temporada     | Liga  | Liga  | Copas nacionales | Copas nacionales | Torneos internacionales | Torneos internacionales | Total | Total |
| Club                         | Div.          | Temporada     | Part. | Goles | Part.            | Goles            | Part.                   | Goles                   | Part. | Goles |
| ---------------------------- | ------------- | ------------- | ----- | ----- | ---------------- | ---------------- | ----------------------- | ----------------------- | ----- | ----- |
| Rayo Vallecano "B" · España  | 3.ª           | 2015-16       | 17    | 0     | ―                | ―                | ―                       | ―                       | 17    | 0     |
| Rayo Vallecano "B" · España  | 3.ª           | 2016-17       | 8     | 0     | ―                | ―                | ―                       | ―                       | 8     | 0     |
| Rayo Vallecano "B" · España  | Total club    | Total club    | 25    | 0     | 0                | 0                | 0                       | 0                       | 25    | 0     |
| Rayo Vallecano · España      | 2.ª           | 2016-17       | 31    | 1     | 2                | 0                | ―                       | ―                       | 33    | 1     |
| Rayo Vallecano · España      | 2.ª           | 2017-18       | 40    | 0     | 1                | 0                | ―                       | ―                       | 41    | 0     |
| Rayo Vallecano · España      | Total club    | Total club    | 71    | 1     | 3                | 0                | 0                       | 0                       | 74    | 1     |
| R. C. Celta de Vigo · España | 1.ª           | 2018-19       | 30    | 1     | 2                | 0                | ―                       | ―                       | 32    | 1     |
| R. C. Celta de Vigo · España | 1.ª           | 2019-20       | 28    | 1     | 2                | 0                | ―                       | ―                       | 30    | 1     |
| R. C. Celta de Vigo · España | 1.ª           | 2020-21       | 32    | 3     | 2                | 0                | ―                       | ―                       | 34    | 3     |
| R. C. Celta de Vigo · España | 1.ª           | 2021-22       | 37    | 1     | 2                | 0                | ―                       | ―                       | 39    | 1     |
| R. C. Celta de Vigo · España | 1.ª           | 2022-23       | 36    | 0     | 3                | 0                | ―                       | ―                       | 39    | 0     |
| R. C. Celta de Vigo · España | 1.ª           | 2023-24       | 33    | 0     | 4                | 0                | ―                       | ―                       | 37    | 0     |
| R. C. Celta de Vigo · España | 1.ª           | 2024-25       | 34    | 2     | 3                | 0                | ―                       | ―                       | 37    | 2     |
| R. C. Celta de Vigo · España | 1.ª           | 2025-26       | 0     | 0     | 0                | 0                | 0                       | 0                       | 0     | 0     |
| R. C. Celta de Vigo · España | Total club    | Total club    | 230   | 8     | 18               | 0                | 0                       | 0                       | 248   | 8     |
| Total carrera                | Total carrera | Total carrera | 326   | 9     | 21               | 0                | 0                       | 0                       | 347   | 9     |

Fuentes: BDFutbol y LaPreferente.

### Selecciones
Actualizado al 14 de noviembre de 2016.
Último partido citado: Francia 0 - 2 España
| Sub-17 · España | 2015-16       | 0 | 0 | - | - | 2 | 0 | 2 | 0 |
| Sub-17 · España | Total sel.    | 0 | 0 | - | - | 2 | 0 | 2 | 0 |
| Sub-19 · España | 2016-17       | 0 | 0 | - | - | 3 | 0 | 3 | 0 |
| Sub-19 · España | Total sel.    | 0 | 0 | - | - | 3 | 0 | 3 | 0 |
| Total carrera   | Total carrera | 0 | 0 | - | - | 5 | 0 | 5 | 0 |
| 1.              |               |   |   |   |   |   |   |   |   |

### Resumen estadístico
|                            | Partidos | Goles | Promedio |
| -------------------------- | -------- | ----- | -------- |
| Liga                       | 233      | 7     | 0,03     |
| Copas nacionales           | 14       | 0     | 0        |
| Copas internacionales      | 0        | 0     | 0        |
| Selección de España sub-17 | 2        | 0     | 0        |
| Selección de España sub-19 | 3        | 0     | 0        |
| Total                      | 252      | 7     | 0,03     |